# Landmark Worldwide
Landmark Worldwide LLC, auch bekannt als Landmark Education, ist ein Anbieter für Seminare und Trainings im Bereich Lebenshilfe und Persönlichkeitsentwicklung mit Sitz in San Francisco. Nach eigenen Angaben hat das Unternehmen in 52 Regionalbüros in mehr als 20 Ländern mehr als 525 festangestellte Mitarbeiter (Stand: 2012). Kritiker bezeichnen „Landmark Education“ als „Psycho-Konzern“ und zählen das Unternehmen zu den neuen religiösen Bewegungen.

## Geschichte

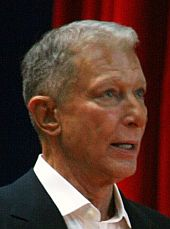
Werner Erhard (2010)

Landmark Worldwide LLC wurde im Januar 1991 von einigen der Leiter des Ausbildungsprogramms Das Forum gegründet. Landmark kaufte die Rechte am geistigen Eigentum des Programms Das Forum von Werner Erhard (John Paul Rosenberg) und Partner und verwendete diese als Grundlage für den Basis-Kurs Landmark Forum, das im Verlauf der Jahre immer wieder überarbeitet und weiterentwickelt wurde. Inzwischen gibt es etwa 55 zusätzliche Programme und Seminare, die in 20 verschiedenen Ländern angeboten werden. Im Juni 2003 wurde es als Landmark Education LLC neu strukturiert, im Juli 2013 in Landmark Worldwide LLC umbenannt.

## Organisation
Landmark als Unternehmen befindet sich im Eigentum seiner Mitarbeiter. Dabei hält kein Mitarbeiter mehr als drei Prozent der Anteile. Nach eigenen Angaben investiert Landmark erwirtschaftete Überschüsse in die Entwicklung von Programmen und um diese einem größeren Kreis von Menschen zur Verfügung zu stellen. Landmark Worldwide bewirbt seine Kurse nahezu ausschließlich durch Empfehlungsmarketing, in den letzten Jahren kam eine Online-Registrierungsmöglichkeit hinzu.
Die Ausbildung, um das Landmark Forum zu leiten, umfasst ein drei- bis siebenjähriges Trainingsprogramm. Weltweit gibt es etwa 760 Seminar- und 58 Forumleiter.

### Vanto Group
Die Tochtergesellschaft Vanto Group (bis 2007 Landmark Education Business Development) bietet Training und Beratung für Unternehmen und Organisationen an.
Firmen wie Panda Express und Lululemon Athletica zahlen ihren Mitarbeitern die Teilnahme am Landmark Forum und ermutigen sie dazu.

## Rezeption
Der israelische Soziologe Gidi Rubinstein untersuchte das Landmark-Forum mit Hilfe eines Fragebogens in einer Umfrage als „Large Group Awareness Training“. Solche Trainings gehen normalerweise von der Annahme aus, dass Menschen in der Lage sind, ihr eigenes Leben zu verändern, indem sie nicht die äußeren Umstände ändern, sondern die Art und Weise, wie sie diese interpretieren. Rubinstein beschreibt, dass Teilnehmer des Forums dazu ermutigt werden, den Unterschied zwischen Fakten und Interpretation zu bemerken.
Eine vergleichende Studie untersuchte die Wirkung und Transparenz der Lebenshilfeangebote von Scientology, Landmark und einer wissenschaftlich anerkannten psychosozialen Therapie als Kontrollgruppe. Bei den befragten Teilnehmern der Landmarkseminare kam es demnach weder zu einer Zu- noch zu einer Abnahme der Beschwerdesymptome in einem signifikanten Umfang. Negative Folgen der Teilnahme wie die Entwicklung einer Abhängigkeit vom Anbieter war – im Unterschied zu Scientology – weniger gegeben, wenn auch mehr als bei der Kontrollgruppe. Positive Folgen wurden am häufigsten von der Kontrollgruppe genannt. Die Studie sieht die Verwendung einer gruppenspezifischen Sprache sowie die Neudefinition von Begriffen als kritisch an, da dies zu einer Distanzierung vom Alltag führen könne und die Gefahr einer Außenseiterrolle außerhalb der Gruppe beinhalten könne.